# Eta Gruis
Eta Gruis (η Gruis, förkortat Eta Gru, η Gru) som är stjärnans Bayerbeteckning, är en ensam stjärna belägen i den södra delen av stjärnbilden Tranan. Den har en skenbar magnitud på 4,85 och är synlig för blotta ögat där ljusföroreningar ej förekommer. Baserat på parallaxmätning inom Hipparcosuppdraget på ca 7,9 mas, beräknas den befinna sig på ett avstånd på ca 410 ljusår (ca 127 parsek) från solen.

## Egenskaper
Eta Gruis är en orange till röd jättestjärna av spektralklass K2 III CNIV, vilket anger att den utgör ett mellanstadium av en CN-stjärna. Den har en radie som är ca 21 gånger större än solens och utsänder från dess fotosfär ca 275 gånger mera energi än solen vid en effektiv temperatur av ca 4 500 K.
Eta Gruis är en periodisk mikrovariabel med en amplitud på 0,0055 enheter hos dess skenbara magnitud med en frekvens av 0,36118 cykler per dygn.